# 吴壁后土庙
吴壁后土庙位于中国山西省运城市稷山县清河镇吴壁村。

## 保护
2021年8月4日，吴壁后土庙公布为第六批山西省文物保护单位，古建筑类，年代为明、清，编号6-267。	